# Łowczyk rudobrewy
Łowczyk rudobrewy, łowiec rudobrewy (Todiramphus gambieri) – gatunek małego ptaka z rodziny zimorodkowatych (Alcedinidae). Jest endemitem atolu Niau w archipelagu Tuamotu (Polinezja Francuska). W Czerwonej księdze gatunków zagrożonych IUCN klasyfikowany jest jako gatunek krytycznie zagrożony (CR, ang. Critically Endangered).

## Systematyka
Gatunek po raz pierwszy zgodnie z zasadami nazewnictwa binominalnego opisał w 1895 roku Émile Oustalet w „Nouvelles Archives du Muséum d’Histoire Naturelle de Paris”. Autor nadał mu nazwę Halcyon Gambieri, a jako miejsce typowe wskazał wyspę Mangareva w grupie Wysp Gambiera. Obecnie gatunek zaliczany jest do rodzaju Todiramphus.
Na podstawie badań molekularnych Andersen et al. (2015, 2018) łowczyk rudobrewy jest blisko spokrewniony z łowczykiem rdzawoszyim (T. ruficollaris), łowczykiem polinezyjskim (T. veneratus), łowczykiem maskowym (T. godeffroyi) i łowczykiem białobrewym (T. tutus).
Wyróżnia się dwa podgatunki T. gambieri:
- T. g. gambieri (Oustalet, 1895) – łowczyk rudobrewy, uznawany za wymarły (EX, ang. Extinct)[4][13],
- T. g. gertrudae Murphy, 1924 – łowczyk płowogłowy[4].

Niektórzy autorzy proponują uznanie tych taksonów za osobne gatunki.

### Etymologia
- Todiramphus: rodzaj Todus Brisson, 1760 (płaskodziobek); gr. ῥαμφος rhamphos „dziób”[14].
- gambieri: od Wysp Gambiera, których nazwa pochodzi od nazwiska admirała Jamesa Gambiera, 1. barona Gambier (1756–1833), jednego z fundatorów wyprawy, która w 1797 roku odkryła ten archipelag[15].

## Morfologia
Opis dotyczy podgatunku T. g. gertrudae. Mały ptak o dużym, szerokim u nasady, czarnym dziobie, którego górna część jest nieco jaśniejsza, na żuchwie, od spodu dzioba wyraźne przebarwienie w kolorze od bladoróżowawego poprzez bladomorelowy do żółtego. Nogi i stopy czarne. Tęczówki ciemnobrązowe. Nie występuje dymorfizm płciowy. Dorosłe ptaki mają płowożółtą głowę i szyję, szczyt głowy niebieski o zróżnicowanym zasięgu, od niewielkiej plamki do niewielkiej czapeczki. Od dzioba pod okiem i za nim rozciąga się lekko widoczna niebieska linia. Górne części ciała niebieskie lub zielononiebieskie z ciemniejszymi, przechodzącymi w fioletowe przebarwieniami na skrzydłach i ogonie. Dolne części ciała: podgardle, gardło, piersi, brzuch i pokrywy podogonowe od bladopomarańczowych do kremowych. Osobniki młodociane nie zostały opisane. Długość ciała 20 cm.

## Zasięg występowania
Jedyny znany okaz podgatunku T. g. gambieri został złapany na wyspie Mangareva w grupie Wysp Gambiera; podgatunek ten wymarł prawdopodobnie przed 1922 rokiem. Natomiast podgatunek T. g. gertrudae łowczyka rudobrewego obecnie występuje tylko na atolu Niau w archipelagu Tuamotu. Jego zasięg występowania według szacunków organizacji BirdLife International obejmuje tylko 60 km².

## Ekologia
Głównym habitatem łowczyka rudobrewego są tereny zadrzewione, plantacje kokosów, ogrody. Czasami spotykany jest w lasach. Długość pokolenia jest określana na 4,8 roku. Dieta tego gatunku jest zróżnicowana, składa się głównie z owadów, w tym chrząszczy i ich larw oraz małych jaszczurek i niewielkich ryb, które łowi w basenach rafowych w czasie odpływu.

### Rozmnażanie
Niewiele wiadomo na temat rozmnażania i gniazdowania tego gatunku. Składanie jaj ma miejsce we wrześniu, prawdopodobnie także w okresie maj–czerwiec. Gniazda znajdowane są w dziuplach w pniach martwych drzew kokosowych; raport o gnieździe składającym się z trawy i łodyg umieszczonym na palmie kokosowej wymaga potwierdzenia.

## Status
W Czerwonej księdze gatunków zagrożonych IUCN łowczyk rudobrewy od 2005 roku jest uznawany za gatunek krytycznie zagrożony (CR, ang. Critically Endangered), a jego liczebność jest obecnie szacowana na około 90 dorosłych osobników.